# Snaresbrook
Snaresbrook är en stadsdel (district) i kommunen Redbridge samt en mindre del av kommunen Waltham Forest, i nordöstra London.  Namnet kommer från bäcken Sayers brook, ett biflöde till floden Roding, men blev felstavat.

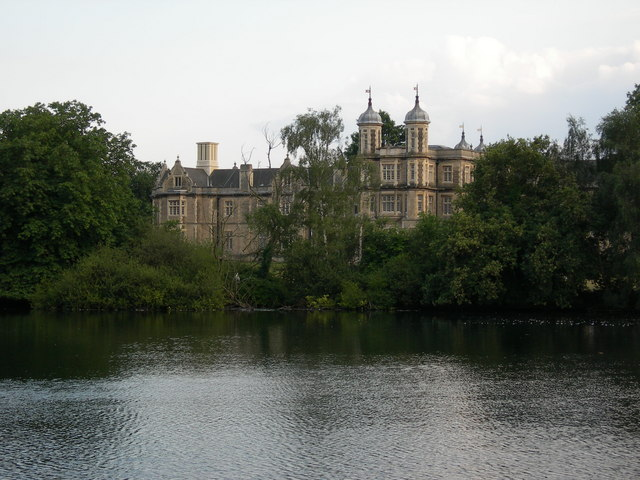
Snaresbrook Crown Court

Snaresbrooks mest kända byggnad är den kulturskyddade Snaresbrook Crown Court. Den byggdes mellan åren 1841-1843 som ett barnhem och senare skola. År 1974 omvandlades byggnaden till en domstol (Crown Court).
I Snaresbrook finns en tunnelbanestation på linjen Central Line, Snaresbrook tube station.